# Ngwavuma
Ngwavuma, Inguavuma, Ingwavuma, Ingwovuma – rzeka w Eswatini oraz Południowej Afryce. Jej długość wynosi około 70 km.
Wypływa na wysokości 1160 m n.p.m. w południowo-zachodnim Eswatini i płynie na wschód. Jest dopływem rzeki Pongola, w prowincji KwaZulu-Natal.
Główne miasta w Eswatini wzdłuż Ngwavumy to Nhlangano i Nsoko.